# Cipolletti
Cipolletti är en ort i Argentina.   Den ligger i provinsen Río Negro, i den sydvästra delen av landet, 1 000 km sydväst om huvudstaden Buenos Aires. Cipolletti ligger 267 meter över havet och antalet invånare är 75 078.
Terrängen runt Cipolletti är platt. Runt Cipolletti är det glesbefolkat, med 20 invånare per kvadratkilometer.. Närmaste större samhälle är Neuquén, 6,3 km väster om Cipolletti.
Runt Cipolletti är det i huvudsak tätbebyggt.